# Epiceraticelus fluvialis
Epiceraticelus fluvialis là một loài nhện trong họ Linyphiidae.
Loài này thuộc chi Epiceraticelus. Epiceraticelus fluvialis được Crosby & Bishop miêu tả năm 1931.